# S.A. Agulhas
Le S.A. Agulhas est un ancien navire océanographique et brise-glaces sud-africain devenu un navire-école pour la South African Maritime Safety Authority (en) ('autorité sud-africaine de la sécurité maritime) depuis 2012. Il servait à la desserte des trois bases antarctiques de l'île Gough et des Îles du Prince-Édouard et de la base antarctique SANAE dans le cadre du programme antarctique national sud-africain. Il a été remplacé par le nouveau S.A. Agulhas II.

## Histoire
Il a été construit par le groupe naval Mitsubishi Heavy Industries à Shimonoseki, au Japon, en 1978.
Le S.A. Agulhas a pris sa retraite des missions d'approvisionnement polaire en mars 2012. La Direction des océans et des côtes du Département des affaires environnementales a annoncé en 2011 que plusieurs autres agences gouvernementales avaient demandé le transfert du navire, soulignant que, contrairement au nouveau navire, le premier n'était pas conçu pour mener des recherches scientifiques malgré la capacité d'effectuer des recherches scientifiques qui fut ajoutée plus tard.
En juillet 2012, le SA Agulhas a été remis en service en tant que navire-école exploité par la South African Maritime Safety Authority. Il continue à fournir des installations de recherche scientifique tout en formant jusqu'à 70 cadets de la marine marchande. Le navire a livré l'expédition de traversée hivernale antarctique dirigée par Sir Ranulph Fiennes au soutien de l'association "Seeing is Believing".

## Galerie

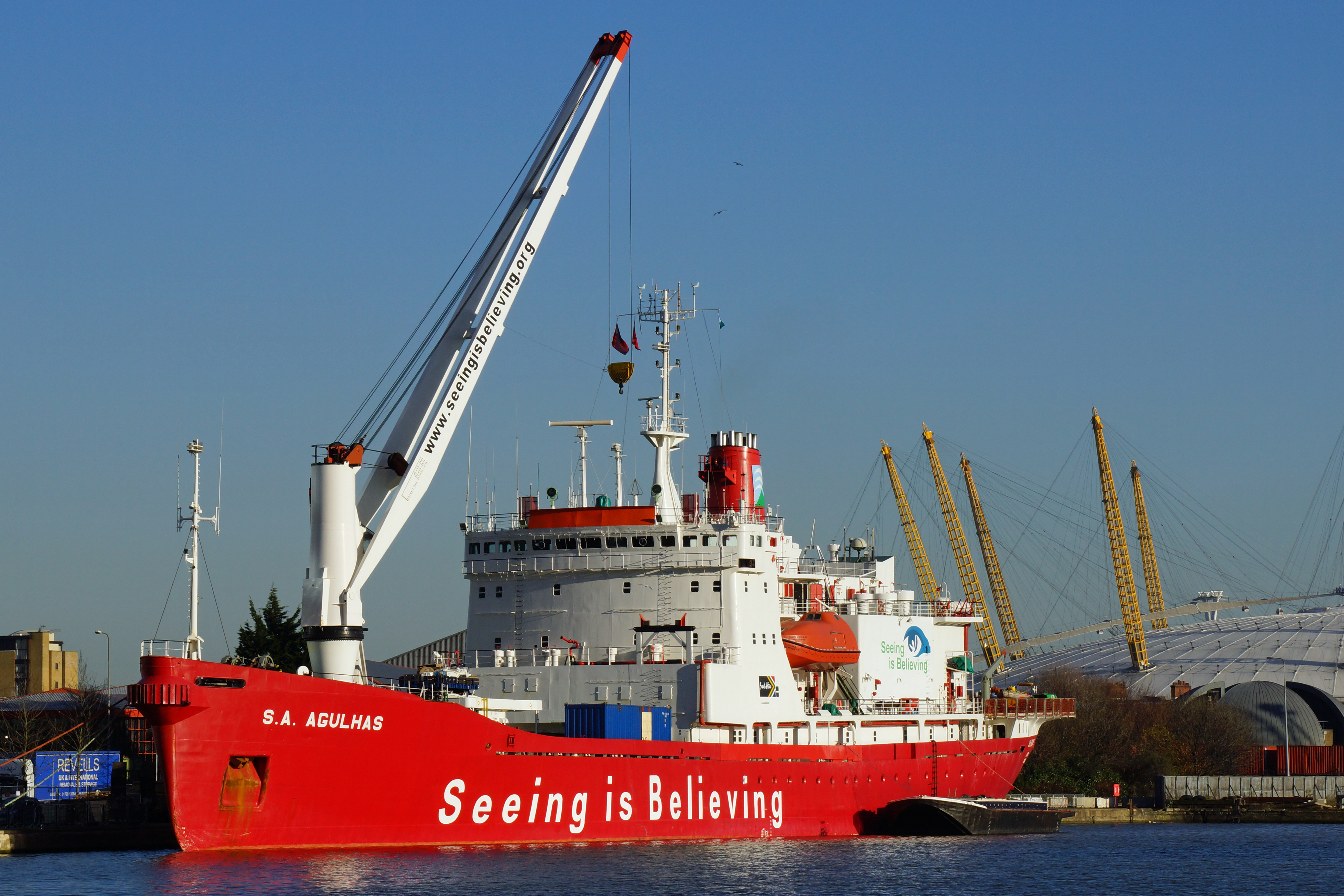
S.A. Agulhas
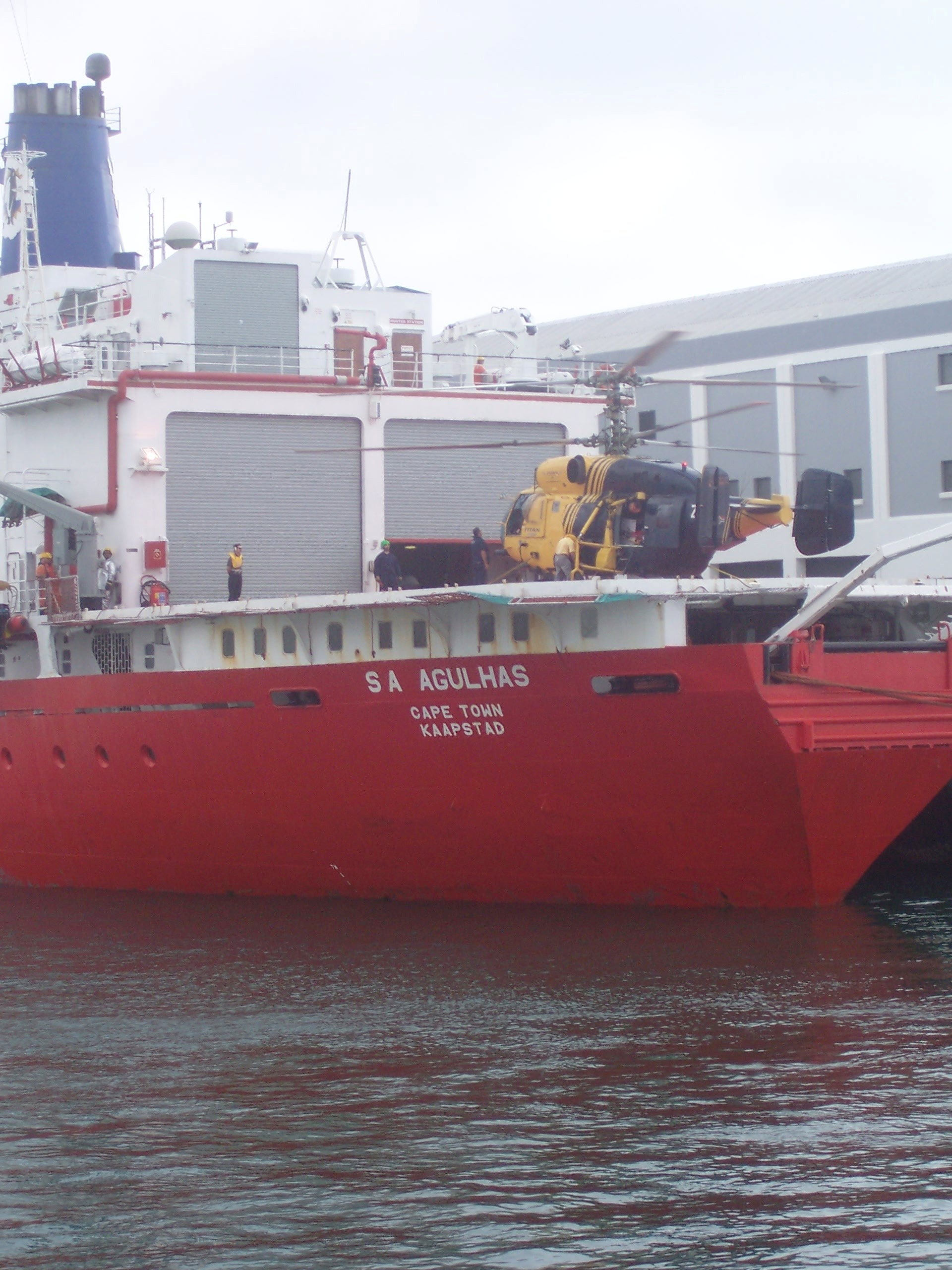
S.A. Agulhas (pont arrière)
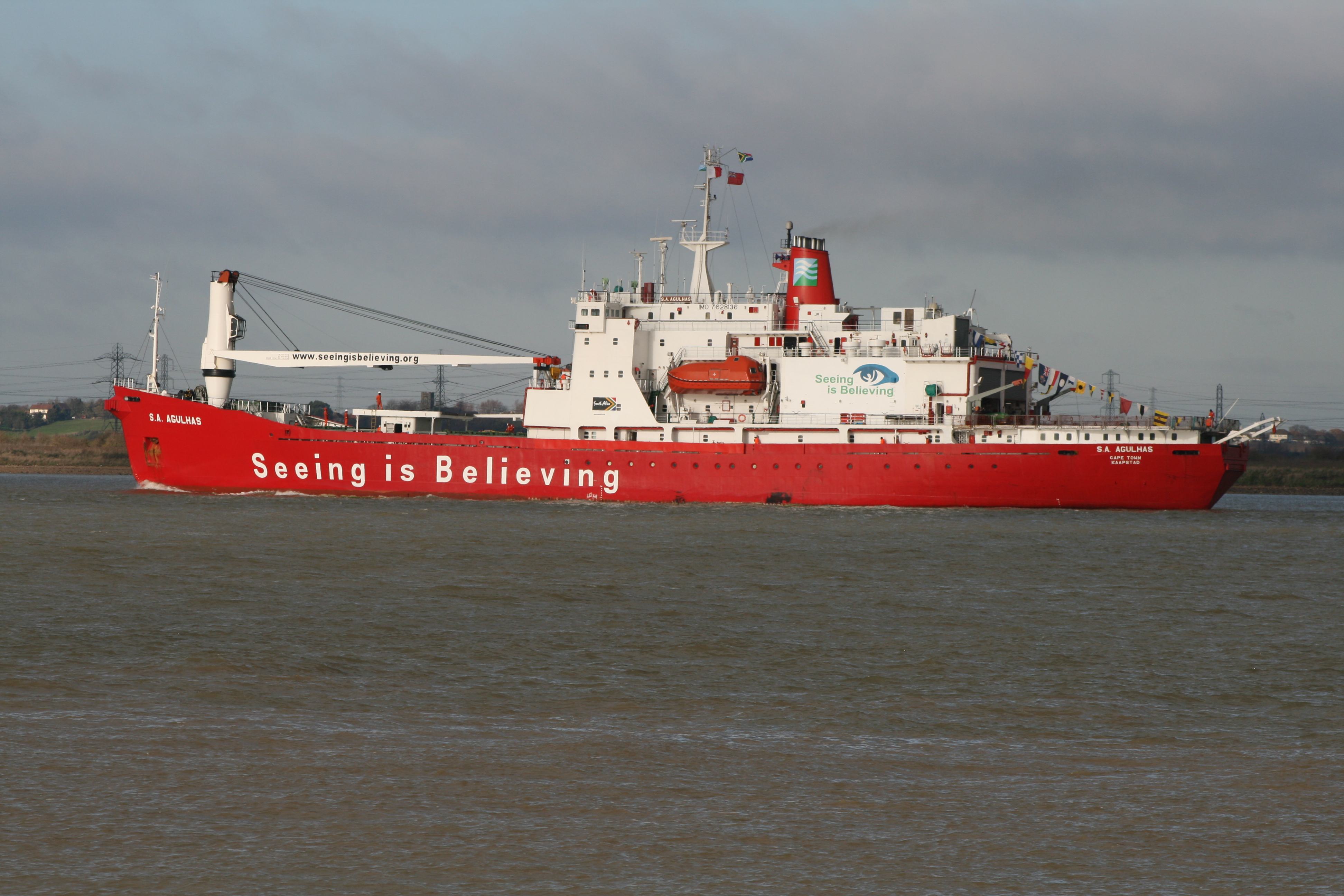
S.A. Agulhas

### Note et référence
- (en) Cet article est partiellement ou en totalité issu de l’article de Wikipédia en anglais intitulé « S. A. Agulhas » (voir la liste des auteurs).